# Boudy (patronyme)
Pour les articles homonymes, voir Boudy (homonymie).
Les étymologistes attribuent généralement l’origine du nom de famille Boudy à la racine bod, qui évoque le concept de rondeur, duquel seraient dérivés Boudy,  Boudi, Body, Bodi, Baudy, Baudi ou Beaudy.

## Référence
1. ↑  Dictionnaire généalogie : Boudy (consulté le 27 janvier 2015).